# Heavy Bullets
Heavy Bullets est un jeu vidéo mêlant rogue-like et tir à la première personne développé par Terri Vellmann et édité par Devolver Digital, sorti en 2014 sur Windows, Mac et Linux.

## Accueil
- Destructoid : 6/10[1]
- Gamekult : 7/10[2]